# 馬山綜合運動場棒球場
馬山綜合運動場棒球場（韓語：마산종합운동장 야구장），是韓國的一座棒球場，位於慶尚南道昌原市馬山會原區，於1982年落成啟用。本球場從1982年至2012年是韓國職棒樂天巨人的主場，2012年至2018年為NC恐龍的主場。自從本球場旁邊新建的昌原NC球場於2019年竣工啟用後，本場轉做為NC恐龍二軍的訓練基地及韓國職棒二軍「KBO未來聯盟」的比賽場地。

## 外部連結
- 馬山綜合運動場棒球場在台灣棒球維基館上的頁面（繁體中文）